# IC 1864
IC 1864 — галактика типу E (еліптична галактика) у сузір'ї Піч.
Цей об'єкт міститься в оригінальній редакції індексного каталогу.